# 克米河
克米河是俄羅斯的河流，屬於葉尼塞河的左支流，由克拉斯諾亞爾斯克邊疆區負責管轄，河道全長356公里，流域面積8,940平方公里，河水主要來自融雪，流經西西伯利亞平原。